# لوئیس اوکانیا
خسوس لوئیس اوکانیا پرنیا (تلفظ [xeˈsus ˈlwis oˈkaɲa perˈnia]؛ ۹ ژوئن ۱۹۴۵ – ۱۹ مهٔ ۱۹۹۴) رکابزن حرفه‌ای اهل اسپانیا بود که در رشتهٔ دوچرخه‌سواری جاده فعالیت می‌کرد. او توانست در سال ۱۹۷۰ قهرمان ووئلتا اسپانیا و در سال ۱۹۷۳ قهرمان تور دو فرانس شود.

## آغاز فعالیت حرفه‌ای
اوکانیا در پریگو در استان کوئنکا زاده شد؛ ولی خانواده‌اش در سال ۱۹۵۷ به مون-دو-مارسان در فرانسه کوچیدند. او با عضویت در باشگاهی در مون-دو-مارسان وارد رقابت‌های دوچرخه‌سواری شد و فعالیت حرفه‌ای را در سال ۱۹۶۸ در تیم اسپانیایی فاگور آغاز کرد. در همان سال توانست قهرمان اسپانیا شود. در سال بعد، برندهٔ پرولوگ و دو تایم تریل ووئلتا اسپانیا شد و مسابقه را با رتبهٔ دوم به پایان رساند.
در سال ۱۹۷۰ به عضویت تیم فرانسوی بیک درآمد و در ووئلتا شرکت کرد. رقیب اصلی او در این مسابقه آگوستین تامامس بود که در مرحلهٔ ۱۳ رهبری مسابقه را از اوکانیا گرفت. در تایم تریل روز پایانی، اوکانیا دوباره به صدر بازگشت و نخستین قهرمانی گرند تور خود را با برتری ۷۸ ثانیه‌ای نسبت به تامامس به دست آورد. در تور دو فرانس ۱۹۷۰ نیز در یک مرحله پیروز شد و تور را با رتبهٔ ۳۱ به پایان رساند.

## تور دو فرانس ۱۹۷۱
پیش از تور دو فرانس، اوکانیا در پاریس–نیس پشت سر ادی مرکس سوم شد و در کریتریوم دوفینه لیبره نیز پس از او دوم شد. در پایان سربالایی مرحلهٔ هشتم تور، اوکانیا در ۴ کیلومتری خط پایان فرار کرد و رقیبان اصلی را پشت سر گذاشت تا با برتری ۱۵ ثانیه‌ای نسبت به مرکس از خط پایان بگذرد. سپس برندهٔ مرحلهٔ ۱۱ شد و پیراهن طلایی را با اختلاف بیش از ۹ دقیقه نسبت به مرکس به تن کرد.
در گردنهٔ منته در پیرنه، مرکس در سرپایینی فرار کرد؛ ولی تعادل خود را از دست داد و به دیواری کوتاه برخورد کرد. اوکانیا نیز زمین‌خورد. مرکس به سرعت برخاست و دور شد. یوپ سوتملک به اوکانیا برخورد کرد. اوکانیا روی زمین از درد فریاد می‌کشید و توسط بالگرد به بیمارستانی در سن گودن منتقل شد. به این ترتیب، رؤیای قهرمانی تور دو فرانس ۱۹۷۱ برای او به پایان رسید. در روز بعد، مرکس برای احترام به اوکانیا از پوشیدن پیراهن طلایی خودداری کرد. اکنون یادبودی در صحنهٔ تصادف در دامنهٔ غربی گردنهٔ منته قرار دارد.
در سال بعد، مرکس قصد داشت از تور چشم بپوشد و برای نخستین بار در ووئلتا شرکت کند؛ ولی برای پاسخ به انتقادات مبنی بر این که قهرمانی او در تور گذشته صرفاً به دلیل زمین‌خوردن اوکانیا بوده‌است، تصمیم گرفت در تور شرکت کند. پیش از تور، اوکانیا برندهٔ کریتریوم دوفینه و مسابقات قهرمانی اسپانیا شده‌بود. در پیرنه اوکانیا بارها فرار کرد؛ ولی موفقیتی به دست نیاورد و به دلیل برونشیت کناره‌گیری کرد.
در سال ۱۹۷۳ مرکس تصمیم گرفت در جیرو دیتالیا و ووئلتا شرکت کند. در ووئلتا اوکانیا با مرکس و برنار تونه رقابت داشت و در پایان، پس از مرکس بر سکوی دوم ایستاد.

## تور دو فرانس ۱۹۷۳
اوکانیا در چهار دورهٔ گذشتهٔ تور تنها در یک دوره به خط پایان رسید و از این رو جزء بخت‌های قهرمانی تور ۱۹۷۳ شمرده نمی‌شد. مرکس که در تور حضور نداشت، پیش‌بینی کرد خوزه مانوئل فوئنته، یوپ سوتملک و رمون پولیدو روی سکو قرار گیرند. سوتملک و پولیدو در پرولوگ، اول و دوم شدند و اوکانیا در مرحلهٔ اول به دلیل ورود یک سگ به گروه اصلی، تصادف کرد. در مرحلهٔ سوم اوکانیا به همراه چهار هم‌تیمی و ۶ رکابزن دیگر در مسیر سنگفرش فرار کرد و توانست بیش از دو دقیقه برتری نسبت به رقیبان خود به دست آورد.
در بخش اول مرحلهٔ هفتم که کوهستانی بود، اوکانیا برنده شد و رهبری مسابقه را به دست گرفت. در بخش دوم، تونه پیروز شد و روزنامهٔ اکیپ دوئل میان این دو را پیش‌بینی کرد. در مرحلهٔ هشتم، فوئنته در گردنهٔ تلگراف فرار کرد و گروهی از بخت‌های قهرمانی تشکیل شد. در سربالایی بعدی که گردنهٔ گالیبیه بود، اوکانیا پیشتاز شد و پس از سرپایینی، اوکانیا و فوئنته بیش از یک دقیقه جلوتر از تونه بودند. پنچری فوئنته باعث شد اوکانیا ۵۲ ثانیه زودتر از او از خط پایان بگذرد، در حالی که تونه ۷ دقیقه و سوتملک، لوسین وان ایمپه و پولیدو ۲۰ دقیقه دیرتر رسیدند. در پایان این مرحله، اوکانیا بیش از ۹ دقیقه با فوئنته که در رتبهٔ دوم بود، اختلاف داشت. او در تایم تریل مرحلهٔ ۱۲ نیز پیروز شد. سپس برندهٔ مرحلهٔ ۱۳ و ۱۸ شد و در تایم تریل انفرادی مرحلهٔ ۲۰ به پیروزی رسید تا با برتری ۱۵ دقیقه‌ای نسبت به تونه، قهرمان تور شود.

## پس از قهرمانی تور
اوکانیا پس از قهرمانی در تور مدال برنز قهرمانی جهان را به دست آورد. سپس قهرمان تور باسک ۱۹۷۳ شد و در ووئلتای ۱۹۷۴ چهارم شد. او به دلیل مصدومیت نتوانست از عنوان قهرمانی خود در تور دفاع کند. در ووئلتای ۱۹۷۵ نیز در رتبهٔ چهارم ایستاد. در سال ۱۹۷۶ برندهٔ پاریس–نیس شد و بر سکوی دوم ووئلتا قرار گرفت.

## بازنشستگی و مرگ
اوکانیا در سال ۱۹۷۷ بازنشسته شد تا به تاکستان خود بازگردد. او جمعاً در ۱۱۰ مسابقه از جمله ۹ مرحلهٔ تور دو فرانس پیروز شد. گفته می‌شود مرکس که در مسابقات رقیب اوکانیا بود، با یک توزیع‌کنندهٔ بلژیکی توافق کرد مقدار قابل توجهی شراب از تاکستان اوکانیا سفارش دهد.
اوکانیا در سال ۱۹۹۴ در نوگاروی فرانسه با اسلحهٔ گرم خودکشی کرد. گفته می‌شود که به دلیل مسائل مالی افسرده بود و از سیروز، هپاتیت سی و سرطان رنج می‌برد.

## نتایج در گرند تورها
| گرند تور        | ۱۹۶۸   | ۱۹۶۹      | ۱۹۷۰   | ۱۹۷۱      | ۱۹۷۲      | ۱۹۷۳   | ۱۹۷۴   | ۱۹۷۵      | ۱۹۷۶   | ۱۹۷۷   |
| --------------- | ------ | --------- | ------ | --------- | --------- | ------ | ------ | --------- | ------ | ------ |
| تور دو فرانس    | نرفت   | ناتمام-۸B | ۳۱     | ناتمام-۱۴ | ناتمام-۱۵ | ۱      | نرفت   | ناتمام-۱۳ | ۱۴     | ۲۵     |
| پیروزی در مراحل | —      | ۰         | ۱      | ۲         | ۰         | ۶      | —      | ۰         | ۰      | ۰      |
| رده‌بندی کوهستان | —      | بی‌رتبه    | بی‌رتبه | بی‌رتبه    | بی‌رتبه    | ۳      | —      | بی‌رتبه    | بی‌رتبه | بی‌رتبه |
| رده‌بندی امتیازی | —      | بی‌رتبه    | ۹      | بی‌رتبه    | بی‌رتبه    | ۳      | —      | بی‌رتبه    | بی‌رتبه | بی‌رتبه |
| جیرو دیتالیا    | ۳۴     | نرفت      | نرفت   | نرفت      | نرفت      | نرفت   | نرفت   | نرفت      | نرفت   | نرفت   |
| پیروزی در مراحل | ۰      | —         | —      | —         | —         | —      | —      | —         | —      | —      |
| رده‌بندی کوهستان | بی‌رتبه | —         | —      | —         | —         | —      | —      | —         | —      | —      |
| رده‌بندی امتیازی | بی‌رتبه | —         | —      | —         | —         | —      | —      | —         | —      | —      |
| ووئلتا اسپانیا  | ناتمام | ۲         | ۱      | ۳         | نرفت      | ۲      | ۴      | ۴         | ۲      | ۲۲     |
| پیروزی در مراحل | ۰      | ۳         | ۲      | ۱         | —         | ۰      | ۰      | ۰         | ۰      | ۰      |
| رده‌بندی کوهستان | بی‌رتبه | ۱         | ۴      | ۴         | —         | بی‌رتبه | ۲      | ۳         | ۵      | بی‌رتبه |
| رده‌بندی امتیازی | بی‌رتبه | بی‌رتبه    | بی‌رتبه | بی‌رتبه    | —         | بی‌رتبه | بی‌رتبه | بی‌رتبه    | بی‌رتبه | بی‌رتبه |

| ۱        | برنده                               |
| ۲–۳      | سه نفر اول                          |
| ۴–۱۰     | ده نفر اول                          |
| ۱۱–      | گذر از خط پایان                     |
| نرفت     | در مسابقه شرکت نکرد                 |
| ناتمام-x | به پایان نرساند (انصراف در مرحله x) |
| DNS-x    | آغاز نکرد (عدم شرکت در مرحله x)     |
| اخراج    | اخراج شد                            |
| ناموجود  | مسابقه/رده‌بندی انجام نشد            |
| بی‌رتبه   | در رده‌بندی گنجانده نشد              |